# アマゾンライダーここにあり
「アマゾンライダーここにあり」は、子門真人のシングル。1974年11月1日に日本コロムビアから発売された。オリジナル盤の型番はSCS-242。ジャケットデザインの異なる2種が存在する。
1978年12月にオリジナル盤と同内容（ジャケットデザインは上記の2種と異なる）で再発された。再発盤の型番はSCS-456。

## 解説
表題曲「アマゾンライダーここにあり」は、特撮テレビドラマ『仮面ライダーアマゾン』のオープニングテーマとして使用された。カップリングには、同じく子門真人が歌う同作エンディングテーマ「アマゾンダダダ!!」が収録されている。
子門が仮面ライダーシリーズの正規オープニングテーマを歌ったのは「ライダーアクション」以来であり、これが最後である。子門の起用は、番組テーマと同様に原点回帰の意図があったとされる。
冒頭部での象の鳴き声を模したブラス音は、ティンパニの上にトロンボーンを乗せて吹くという手法で演奏された。作曲を担当した菊池俊輔は密林を舞台とした活劇映画のイメージで発想したという。
エンディングテーマ「アマゾンダダダ!!」はテレビ放送では当初1番が使用されていたが、その歌詞に含まれる悪の組織「ゲドン」が壊滅した後には2番に差し替えられた。

## 収録曲
（全作曲・編曲：菊池俊輔）
1. アマゾンライダーここにあり
作詞：石ノ森章太郎 / 歌：子門真人
  - 特撮テレビドラマ『仮面ライダーアマゾン』オープニングテーマ。
2. アマゾンダダダ!!
作詞：八手三郎 / 歌：子門真人、コロムビアゆりかご会
  - 特撮テレビドラマ『仮面ライダーアマゾン』エンディングテーマ1&2。

## カバー
「人気テレビ・マンガ主題歌」（日本フォノグラム / フィリップス、FX-8103。1975年）
ミュージカル俳優の坂井成紀（子役時代。当時の芸名は「ナル」）による「アマゾンライダーここにあり」のカバーを収録。
「アニメタル・マラソンII 特撮編」
アニメタルによる「アマゾンライダーここにあり」のカバーを収録。
「百歌声爛 -男性声優編-」
阪口大助による「アマゾンライダーここにあり」のカバーを収録。